# Michael Dodd
Michael Dodd (ur. 20 sierpnia 1958 w Manhattan Beach) – amerykański siatkarz plażowy i trener. Wicemistrz Olimpijski z 1996 r. w parze z Michaelem Whitmarshem.